# Gaujin narodni park
Gaujin narodni park (latvijsko Gaujas nacionālais parks), turistično označen tudi Latvijska Švica, v pokrajini Vidzeme je najstarejši in največji (917.45 km²) narodni park v Latviji. Razteza se ob reki Gauji, po kateri je dobil ime, od Sigulde na jugozahodu, kjer je sedež uprave, do Valmiere na severovzhodu. Park je bil ustanovljen 1973 za zaščito bogate flore in favne ter ohranitev neokrnjene doline reke Gauje s številnimi izviri, jezeri (največje je Ungursko jezero) in nenavadnimi oblikami iz peščenjaka. Zaradi slikovite gozdnate pokrajine z vijugavo reko in rdečimi peščenjaki ob njej ter kulturnimi spomeniki iz različnih obdobij je park priljubljena turistična točka. Pri vaseh Augšligatne in Cēsis ga preči železnica. V parku so urejene pohodne in kolesarske poti, dovoljene so tudi vožnje s kanujem.

## Območje
Površina parka je 91.745 ha in je razdeljena na pet funkcionalnih con. Naravni rezervati zavzemajo precej majhen, a hkrati zelo dragocen del parka in obiski teh območij so prepovedani. Na preostalem ozemlju so dovoljene le take gospodarske dejavnosti, ki v bistvu ne spreminjajo zgodovinsko razvite strukture pokrajine.
Gozdovi zavzemajo ~ 47 %, skoraj polovico ozemlja. Na ozemlju najdemo skoraj 900 vrst rastlin, 149 vrst ptic in 48 sesalcev. Od leta 2004 je NP Gauja del omrežja Natura 2000 kot območje, ki je zasnovano za ohranjanje zaščitenih vrst in biotopov.
Zgodovina turizma ima v NP Gauja dolgo tradicijo. Prvi obiskovalci so prehodili območje Sigulda s pohodnimi palicami že v 19. stoletju. Vsako leto na tisoče obiskovalcev privabi edinstvena pokrajina, največja devonska skala – obrežje iz peščenjaka, skale in jame, pa tudi kulturni in zgodovinski spomeniki, ki so prepojeni s številnimi legendami in zgodbami.
V narodnem parku je več kot 500 spomenikov – trdnjave, kamniti gradovi, cerkve, dvorci, vodni in mlini na veter, pa tudi drugi arheološki, arhitekturni in umetniški spomeniki.